# 스페인의 기 목록
이 문서는 스페인의 기 목록이다.

## 국기
| 국기 | 분류               | 내용 |
| ---- | ------------------ | --- |
|      | 국장을 포함한 국기 | 전시 상황 혹은 위급 상황시 국기에는 무조건 국장을 다는 것이 의무화 돼 있다. 국장은 국기 전체 길이의 1/3을 유지해야 하며 그 높이는 전체 너비의 2/5를 유지해야 한다. 가장 널리 쓰이는 형태이며 스페인 국민들이 가장 널리 접하는 국기로서 사실상 스페인의 공식 국기이다.                |
|      | 민간 및 상선기     | 1978년 헌법과 스페인 법률에 정한 국기는 국장을 제외하고 빨간색이 상하, 노란색이 가운데에 위치한 형태의 것을 나타내며 모든 시민이 평등하고 또 다양하다는 의미를 지닌다. 실제 법안에는 이 형태의 국기가 가장 일반적으로 쓰여야 한다고 명시하고 있지만 실제 사용용도는 극히 제한적이다. |
|      | 해군기             | 국장에 있는 문양에서 따왔다. |
|      | 총리기             | |
|      | 요트기             | |
|      | 세관기             | |

## 왕실기
| 국기 | 날짜                | 분류                   |
| ---- | ------------------- | ---------------------- |
|      | 2014-               | 스페인 국왕기          |
|      | 2015-               | 아스투리아스 공기      |
|      | 1975- 1977 (명문화) | 후안 카를로스 1세의 기 |

## 옛 국기
| 국기 | 날짜                     | 내용                                                                                  | 비고                                                                                                 |
| ---- | ------------------------ | ------------------------------------------------------------------------------------- | --- |
|      | 1506 - 1842              | 부르고뉴 십자                                                                         | 하얀색 바탕에 빨간색 부르고뉴 십자(X자 모양을 띠고 있고 톱니 모양이 달린 빨간색 십자)가 그려져 있다. |
|      | 1701 - 1760              | 부르봉가의 기                                                                         | |
|      | 1760 - 1785              | 부르봉가의 기                                                                         | |
|      | 1785 - 1927              | 민간 상선의 깃발                                                                      | 오늘의 스페인 국기와 모양이 비슷하다.                                                                |
|      | 1785 - 1873, 1875 - 1931 | 1785년부터 1843년까지 해군기로 사용 제1공화정 폐지 후 1931년까지 사용된 스페인의 국기 | 1843년 국기로 도입된 후 처음으로 현재와 비슷한 모습의 스페인 국기.                                   |
|      | 1873 - 1875              | 제1공화국 시절의 스페인 국기                                                          | 국장에 있었던 왕관이 사라지고 하단의 보라색이 다시 빨강색으로 바뀌었다.                              |
|      | 1931 - 1939              | 제2공화국의 스페인 국기. 스페인 내전으로 공화제가 폐지될 때까지 사용되었다.           | 국기가 새로 바뀌었다.                                                                                |
|      | 1931 - 1939              | 제2공화국의 민간기.                                                                   | 국기에서 문장이 빠진 형태이다.                                                                       |
|      | 1936 - 1938              | 스페인 내전 중반기에 사용한 프란시스코 프랑코와 민족주의파의 스페인 국기              | 국기가 국장을 바꾼 것을 예외로, 예전과 같이 바뀌었다.                                                |
|      | 1938 - 1945              | 스페인 내전 후반기에 사용한 프란시스코 프랑코와 민족주의파의 스페인 국기              | 국장의 모양과 위치가 바뀌었다.                                                                       |
|      | 1945 - 1977              | 1945년부터 1977년까지 사용한 프란시스코 프랑코 독재정치 시대 스페인 국기              | 국장이 바뀌었다.                                                                                     |
|      | 1977 - 1981              | 1977년부터 1981년까지 사용한 스페인 국기                                              | 국장이 바뀌었다.                                                                                     |
|      | 1980                     | 1980년 하계 올림픽 당시 사용한 스페인의 올림픽기                                      | |

## 자치 지방 및 도시의 기

안달루시아 지방의 기
아라곤 지방의 기
아스투리아스 지방의 기
발레아레스 제도의 기
바스크 지방의 기 (상세)
카나리아 제도의 기 (상세)
카나리아 제도의 민간기
칸타브리아 지방의 기
카스티야라만차 지방의 기
카스티야이레온 지방의 기
카탈루냐 지방의 기 (상세)
에스트레마두라 지방의 기
에스트레마두라 지방의 민간기
갈리시아 지방의 기
라리오하 지방의 기
라리오하 지방의 민간기
마드리드 지방의 기
무르시아 지방의 기
나바라 지방의 기
발렌시아 지방의 기
세우타의 기 (상세)
세우타의 민간기
멜리야의 기 (상세)